# Melissa Rippon

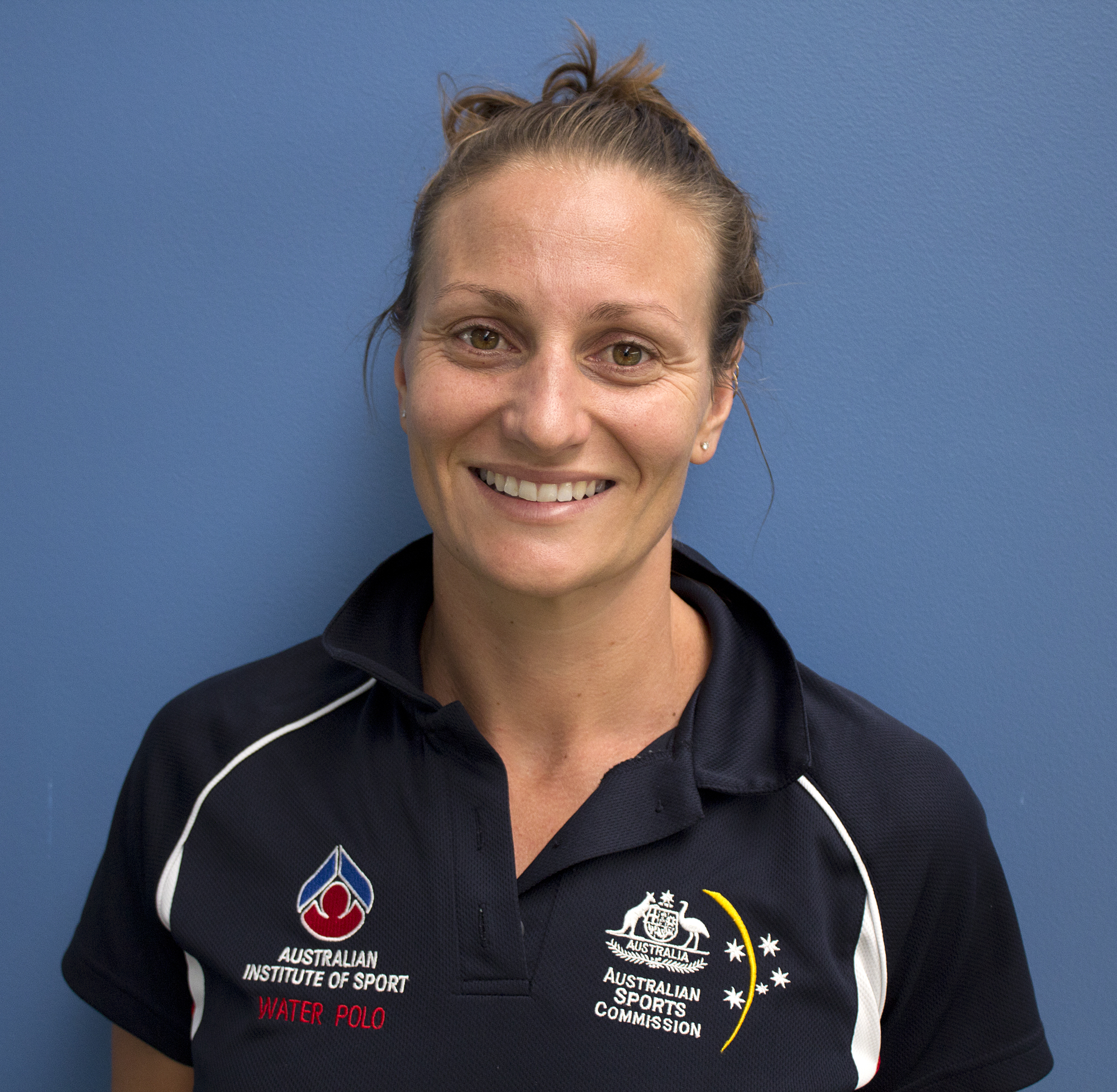
Melissa Rippon (2012)

Melissa „Mel“ Alison Rippon (* 20. Januar 1981 in Sydney) ist eine ehemalige australische Wasserballspielerin. Sie war Weltmeisterschaftszweite 2007 sowie Olympiadritte 2008 und 2012.

## Sportliche Karriere
Die 1,69 m große Melissa Rippon spielte bei den Brisbane Barracudas. 
Ihr erstes großes internationales Turnier war die Weltmeisterschaft 2003, dort wurde sie mit der australischen Wasserball-Nationalmannschaft Siebte. Im Jahr darauf bei den Olympischen Spielen 2004 in Athen gewannen die Australierinnen ihre Vorrundengruppe vor den Italienerinnen und den Griechinnen. Alle drei Mannschaften erreichten das Halbfinale aus der anderen Vorrundengruppe gelang dies nur dem Team aus den Vereinigten Staaten. Nach einer 2:6-Halbfinalniederlage gegen Griechenland unterlagen die Australierinnen dem US-Team im Spiel um Bronze mit 5:6. Melissa Rippon war in allen fünf Spielen dabei und warf in der Vorrunde zwei Tore.
2005 belegte Rippon mit der australischen Mannschaft den sechsten Platz bei der Weltmeisterschaft in Montreal. Zwei Jahre später war Melbourne Austragungsort der Weltmeisterschaft 2007. Die Australierinnen gewannen ihre Vorrundengruppe und besiegten im Viertelfinale die Italienerinnen mit 12:8. Mit einem 12:9 gegen die Russinnen im Halbfinale erreichten die Australierinnen das Finale und unterlagen dann dem US-Team mit 5:6. 2008 bei den Olympischen Spielen in Peking belegten die Australierinnen in der Vorrunde den zweiten Platz hinter den Ungarinnen und vor den Niederländerinnen. Die Australierinnen erreichten das Halbfinale mit einem 12:11-Sieg über die Chinesinnen. Nach der 8:9-Niederlage gegen das US-Team im Halbfinale trafen die Australierinnen im Spiel um Bronze auf die Ungarinnen und gewannen mit 12:11. Melissa Rippon erzielte insgesamt sechs Treffer, darunter je einen im Halbfinale und im Spiel um Bronze.
Vier Jahre später gehörte Melissa Rippon noch einmal zum Aufgebot für das olympische Wasserballturnier in London. Die Australierinnen gewannen ihre Vorrundengruppe vor den Russinnen und den Italienerinnen. Im Viertelfinale besiegten sie die Chinesinnen im Penaltyschießen, nachdem das Spiel nach der Verlängerung 16:16 gestanden hatte. In diesem Spiel erzielte Rippon kurz vor Ende den Ausgleich, beim Penaltyschießen traf sie in ihrem Versuch und entschied damit das Spiel. Nachdem die Australierinnen im Halbfinale nach Verlängerung 9:11 gegen das US-Team verloren hatten, mussten sie auch im Spiel um Bronze in die Nachspielzeit. Diesmal gewannen sie mit 13:11 gegen die Ungarinnen.
Melissa Rippon, ihre Schwester Rebecca Rippon und ihre Stiefschwester Kate Gynther spielten zeitweise zusammen in der australischen Nationalmannschaft, alle drei besetzten Flügelpositionen.